# Rui Águas (kierowca wyścigowy)
Rui Águas (ur. 29 lutego 1972 roku w Nampula) – portugalski kierowca wyścigowy.

## Kariera
Águas rozpoczął karierę w międzynarodowych wyścigach samochodowych w 1993 roku od startów w Brytyjskiej Formule Ford. Z dorobkiem 121 punktów uplasował się tam na czwartej pozycji w końcowej klasyfikacji kierowców. W tym samym roku w Festiwalu Formuły Ford był ósmy. W późniejszych latach Portugalczyk pojawiał się także w stawce Formuły Opel Lotus Nations Cup, Europejskiego Pucharu Formuły Renault, Brytyjskiej Formuły Renault, Niemieckiej Formuły 3, Grand Prix Monako Formuły 3, Grand Prix Makau, Formuły 3000, Euro Open Movistar By Nissan, Renault Sport Clio Trophy, Italian GT Championship, FIA GT Championship, Grand American Rolex Series, 12 Hours of Sebring, International GT Open, American Le Mans Series, SARA GT - Campionato Italiano Gran Turismo, 24H Series, Intercontinental Le Mans Cup, 24-godzinnego wyścigu Le Mans, Le Mans Series, FIA World Endurance Championship, Superstars GT Sprint, GT Asia, Macau GT Cup, Blancpain Endurance Series, Group C Racing Championship Class 1, European Le Mans Series oraz United SportsCar Championship.

## Wyniki w 24h Le Mans
| Rok  | Zespół             | Partnerzy                         | Samochód               | Klasa    | Okr. | Poz. | Klasa Pos. |
| ---- | ------------------ | --------------------------------- | ---------------------- | -------- | ---- | ---- | ---------- |
| 2011 | AF Corse-Waltrip   | Rob Kauffmann Michael Waltrip     | Ferrari 458 Italia GTC | GTE Pro  | 178  | NU   | NU         |
| 2012 | AF Corse-Waltrip   | Rob Kauffmann Brian Vickers       | Ferrari 458 Italia GTC | GTE Am   | 294  | 31   | 6          |
| 2013 | 8 Star Motorsports | Enzo Potolicchio Jason Bright     | Ferrari 458 Italia GT2 | LMGTE Am | 294  | 38   | 10         |
| 2015 | AF Corse           | François Perrodo Emmanuel Collard | Ferrari 458 Italia GT2 | GTE Am   | 330  | 26   | 4          |